# 东方壳蛞蝓
东方壳蛞蝓（学名：Philine orientalis）为壳蛞蝓科壳蛞蝓属的动物。分布于日本、菲律宾，包括南海、海南、香港等海域，属于暖水性种类。其主要生活于潮间带中、低潮线至潮下带浅水区的泥砂质底。
其种加词“orientalis”意为“东方的”。